# Люгер, Карл
Карл Люгер (нем. Karl Lueger; 24 октября 1844, Вена — 10 марта 1910, там же) — бургомистр Вены (1897—1910), руководитель христианских социалистов, придерживавшихся, помимо прочего, антисемитских взглядов, что роднило их с «великогерманцами».

## Биография
Люгер внёс большой вклад в развитие Вены в начале XX века. Его имя носит крупнейшая церковь («Мемориальная церковь Карла Люгера») на Центральном кладбище Вены. Один из бульваров венского Бульварного кольца назывался его именем. Однако 19 апреля 2012 года он был переименован в «Университетский бульвар». Мэрия посчитала, что имя Люгера запятнано его антисемитизмом. 
Дискуссионен вопрос о влиянии К. Люгера на взгляды жившего в Вене молодого Гитлера. По крайне мере в своей автобиографической книге «Моя борьба» он писал о Карле Люгере в очень положительном тоне и восхищался им как политиком.

## Образ Карла Люгера в кино
- «Гитлер: Восхождение дьявола» / «Hitler: The Rise of Evil» (Канада, США; 2003) режиссёр Кристиан Дюге, в роли Карла Люгера — Ричард Хаас.

## Память
- Памятник, открытый 19 сентября 1926 года в Вене.